# Лук Шо
Лук Пол Хор Шо (рођен 12. јула 1995) је енглески професионални фудбалер који игра левог бека Манчестер јунајтеда и Енглеске репрезентације.
Првобитно је био члан малђих категорија Саутхемптона, а први пут је дебитовао за свој клуб јануара 2012. године, док је свој први професионални уговор потписао у мају те године, пре него што постаје редован у тиму наредне две сезоне. 2014. Шо потписује уговор са Манчестер јунајтедом за 30 милиона £. Затим узима награду за најмлађег најскупљег тинејџера, коју је претходно имао Вејн Руни, када је прешао у Манчестер јунајтед, 10 година раније.
5. марта 2014. године дебитује за сениорску репрезентацију Енглеске у пријатељском мечу против Данске, где његов тим побеђује резултатом 1:0, а касније те године је изабран у тим који иде на Светско првенство.

## Детињство и младост
Шо је рођен у Лондону. Одрастао је као присталица Челсија, па је тврдио да је првобитно желео да игра за клуб из Лондона. Осам година Шо је играо у развојном центру Челсија у Гилфорду, али нису му понудили место на академији.

## Клупска каријера

### Саутхемптон
Шов се придружује Саутхемптоновој академији и постаје редован играч за играче испод 15 година. Његова прва прича са првим тимом била је у септембру 2011. године, када је био представљен као замена у утакмици Лига Купа против Престон Норт Енда. У прелазном року јануара 2012. године, објављено је да је Арсенал, Челси и Манчестер Сити показали интересовање за потписивање уговора са Луком. Саутхемптон брзо реагује и тадашњи манађер Најџел Адкинс уверава медије да је Лук Шо велики део њихових планова за будућност, а и тврди да клуб није имао никакву намеру да прода било какве младе играче.
Када је имао 16 година, Лук је дебитовао за први тим Саутхамптона 28. јануара 2012. године у ФА Купу, као замена за крило Џејсона Панчона са одиграних 13 минута против Милвола, и утакмица се завршила 1-1. Након промоције у клуба маја 2012. године, Шо је био један од четири младих играча којима је понуђен професионални уговор, заједно са Џеком Стивенс, Калумом Чејмберсом и Џејмсом Ворд-Праусом.

### 2012—2013.
Свој први старт за Саутхамптонов први тим био је у августу 2012. године, играо је пуних 90 минута у победи над Стивинеџом у Лига купу 4-1, и 10. новембра он је постао најмлађи играч Саутхемптона који дебитује у Премијер лиги и то је била утакмица против Свонзи ситија.
Шо је наставио да редовно наступа током целе сезоне и завршава сезону са 28 наступа, укључујући 25 у Премијер лиги.

### 2013—2014.
Играо је за Саутхамптон и 2013. године. Дана 12. јула, Лук слави 18. рођендан, када и потписује нови петогодишњи уговор са Саутхамптоном. Постиже један гол пре почетка сезоне, на припремама, против шпанског Паламоса.
У првој утакмици сезоне 2013-14 Шо је био један од кључних играча Саутхамптона у победи против Вест Бромвич албиона када је фаулиран у казненом простору од стране Јусуфа Мулумбуа у 89. минуту, а Рики Ламберт постиже гол.
Дана 18. априла, Шо је именован као један од шест играча у ужем избору за најбољег младог играча сезоне. Он је такође изабран као леви бек у тиму најбољем у овој сезони.

### Манчестер јунајтед
Дана 27. јуна 2014. године, потписао је четворогодишњи уговор (са могућношћу продужетка за још годину дана) са Манчестер јунајтедом за необјављену суму, сматра се да је та сума износила 30 милиона £, и тако он постаје најскупљи тинејџер у светском фудбалу. Челси је такође био заинтересован за њега, али су били далеко од договора.
Дебитовао је на припремној утакмици у Сједињеним Америчким Државама, играјући првих 45 минута у победи над ЛА галаксијем 7-0. Пре почетка сезоне, доживео повреду тетива због које је морао да чека месец дана. Први пут је заиграо 14. септембра у лигашком мечу против Квинс Парк ренџерса. Након тога опет улази као замена против Лестер ситија. Свој први такмичарски деби био је 27. септембра против Вест Хем јунајтеда.
Номинован је крајем октобра за награду златног човека, награду која се даје играчима за које се сматра да је најбољи млади играч Европе.

### 2015—2016.
15. септембра 2015. године, током прве утакмице у групној фази Лиге шампиона против ПСВ-а, Шо се повређује. Луку је дат кисеоник и лечило га је девет медицинских особа током девет минута застоја у Ајндховену пре него што су га одвели на носилима. Очекивано је да ће бити ван терана најмање шест месеци.

## Репрезентација
Шо је прво искуство међународног фудбала доживео 2011. године, када је одиграо шест утакмица за Енглеску до 16 година. Дебитовао је против Словеније у фебруару, пре него што је почело такмичење у Монтаж турниру у априлу где постиже свој први међународни гол против Уругваја. Он је касније дебитовао за репрезентацију до 17 у августу против Италије, и играо на осам утакмица.
У јануару 2013. године позван први пут да игра за Енглеску до 21 годину против Шведске, са тадањњим менаџером Стјуартом Пирсом, који га тада назива изванредним таленатом. Међутим, због повреде на тренингу, касније је принуђен да се повуче из игре. Овај дефанзивац је накнадно позван за утакмице против Румуније 21. марта, Аустрије 25. марта, и Шкотске 13. августа, као и на европско првенство у фудбалу до 21. годину.
Дана 27. фебруара 2014. године, Лук је позван у сениорском тиму Енглеске да игра у пријатељском мечу против Данске. Дебитовао је као замена за Ешли Кола на полувремену. Ту је Енглеска победила 1-0.
Дана 12. маја 2014. године, Шо је позван од стране Роја Хоџсона да заигра на светском првенству 2014. године. Позван је јер је искусни Кол отишо у пензију. Био је други избор за левог бека поред Лејтон Бејнса, и дебитовао на турниру у последњој фази групе против Костарике. Такође држи признање да је он најмлађи играч који је учествовао 2014. на турниру.

## Највећи успеси

### Манчестер јунајтед
- ФА куп (1) : 2015/16.
- Енглески Лига куп (1) : 2022/23.
- Комјунити шилд (1) : 2016.
- Лига Европе (1) : 2016/17.

## Статистика

### Клуб
До 15. септембра 2015.
| Клуб               | Сезона          | Лига                      | Лига     | Лига   | ФА куп   | ФА куп | Лига куп | Лига куп | Европа   | Европа | Укупно   | Укупно |
| Клуб               | Сезона          | Лига                      | Утакмице | Голови | Утакмице | Голови | Утакмице | Голови   | Утакмице | Голови | Утакмице | Голови |
| ------------------ | --------------- | ------------------------- | -------- | ------ | -------- | ------ | -------- | -------- | -------- | ------ | -------- | ------ |
| Саутхемптон        | 2011–12         | Фудбалска лига Чемпионшип | 0        | 0      | 1        | 0      | 0        | 0        | —        | —      | 1        | 0      |
| Саутхемптон        | 2012–13         | Премијер лига             | 25       | 0      | 1        | 0      | 2        | 0        | —        | —      | 28       | 0      |
| Саутхемптон        | 2013–14         | Премијер лига             | 35       | 0      | 3        | 0      | 0        | 0        | —        | —      | 38       | 0      |
| Саутхемптон        | Укупно          | Укупно                    | 60       | 0      | 5        | 0      | 2        | 0        | —        | —      | 67       | 0      |
| Манчестер јунајтед | 2014–15         | Премијер лига             | 16       | 0      | 4        | 0      | 0        | 0        | —        | —      | 20       | 0      |
| Манчестер јунајтед | 2015–16         | Премијер лига             | 5        | 0      | 0        | 0      | 0        | 0        | 3        | 0      | 8        | 0      |
| Манчестер јунајтед | Укупно          | Укупно                    | 21       | 0      | 4        | 0      | 0        | 0        | 3        | 0      | 28       | 0      |
| Каријера укупно    | Каријера укупно | Каријера укупно           | 81       | 0      | 9        | 0      | 2        | 0        | 3        | 0      | 95       | 0      |

### Репрезентација
До 8. септембра 2015.
| Репрезентација                    | Године | Утакмице | Голови |
| --------------------------------- | ------ | -------- | ------ |
| Фудбалска репрезентација Енглеске | 2014.  | 4        | 0      |
| Фудбалска репрезентација Енглеске | 2015.  | 2        | 0      |
| Укупно                            | Укупно | 6        | 0      |